# Te (chirilic)
Te (Т, т) este litera din alfabetul chirilic care corespunde cu T din alfabetul latin. Reprezintă /t/, exceptând situația în care este urmată de ь sau oricare altă vocală palatalizantă , atunci reprezentând /tʲ/.
Este o literă derivată din alfabetul grec (după litera Tau).

Literele chirilice standard în comparaţie cu cele folosite în Serbia şi Macedonia, ambele forme în varianta simplă şi italică/cursivă

## Variante
În tipul cursiv (exceptând sârba și macedoneana), literele mici seamănă bine cu litera latină mică m:
т
În alfabetele chirilice cursive sârb și macedonean, arată ca un m rotit la 180°:
ɯ